# مطله، ادلب
مطله (به عربی: المطلة) یک روستا در سوریه است که در ناحیه مرکزی جسر الشغور واقع شده‌است. مطله ۳۵۶ نفر جمعیت دارد.